# Ergebnisse der Urwahlen des Oberbürgermeisters in Kaiserslautern
Seit der Änderung von Artikel 50 der Landesverfassung von Rheinland-Pfalz im Jahre 1993 wird der Oberbürgermeister der Stadt Kaiserslautern nicht mehr vom Stadtrat, sondern unmittelbar von der Bevölkerung gewählt.

## Oberbürgermeisterwahl am 7. März 1999
Die Wahl wurde im 1. Wahlgang entschieden:
- Bernhard J. Deubig (CDU): 50,7 %	(17.202 Wählerstimmen)
- Gerhard Piontek (SPD): 30,4 %	(10.329 Wählerstimmen)
- Ernst-Christian Koch (FDP): 10,4 %	 (3.514 Wählerstimmen)
- Roland Heil (parteilos): 8,5 %		 (2.878 Wählerstimmen)

Die Wahlbeteiligung betrug 44,7 %.
Bernhard Deubig trat sein Amt am 1. September 1999 an.

## Oberbürgermeisterwahl am 11. März 2007
Die Wahl wurde im 1. Wahlgang entschieden:
- Klaus Weichel (SPD): 55,6 %
- Bernhard J. Deubig (CDU): 40,2 %
- Peter Hahn (REP): 4,2 %

Die Wahlbeteiligung betrug 41,8 %.
Klaus Weichel trat sein Amt am 1. September 2007 an.

## Oberbürgermeisterwahl am 7. Dezember 2014
Bei der Wahl wurde Klaus Weichel im 1. Wahlgang, im Amt bestätigt:
- Klaus Weichel (SPD): 53,58 %	(11.503 Wählerstimmen)
- Nico Welsch (CDU): 41,00 %	(8.803 Wählerstimmen)
- Achim Bertram (FDP): 5,42 %	(1.164 Wählerstimmen)

Die Wahlbeteiligung betrug 28,49 %.